# ساندرا جوليان
ساندرا جوليان (بالفرنسية: Sandra Julien)‏ هي عارضة وممثلة فرنسية، ولدت في 14 فبراير 1950 في تولون في فرنسا.

## وصلات خارجية
- ساندرا جوليان على موقع IMDb (الإنجليزية)
- ساندرا جوليان على موقع ميوزك برينز (الإنجليزية)
- ساندرا جوليان على موقع ديسكوغز (الإنجليزية)
- ساندرا جوليان على موقع قاعدة بيانات الفيلم (الإنجليزية)